# Iestyn ab Gwrgant
Iestyn ap Gwrgant (fl. XI secolo) è stato l'ultimo sovrano del regno del Morgannwg, che comprendeva le contee di Glamorgan e del Monmouthshire.
Fu deposto attorno al 1090 dal normanno Robert Fitzhamon, lord del Gloucester, che stabilì una signoria con base a Cardiff, e che poi conquistò la parte bassa la valle del Glamorgan, poi suddivisa tra i suoi seguaci. Le zone montuose furono lasciate ai gallesi. 
Iestyn, a causa di una disputa con il rivale Einion ap Collwyn, avrebbe invitato Fitzhamon e i suoi "dodici cavalieri" nella regione per risolvere la questione. Ovviamente, rifiutarono poi di andarsene. 
Caradog, il primogenito di Iestyn, fu l'unico lord gallese mantenere i propri territori nella valle del Glamorgan (tra i fiumi Neath e il Afan), dove lui e i suoi discendenti furono conosciuti come "signori di Afan". 
Iestyn fu anche l'ultimo della casata reale del Morgannwg, che si faceva risalire a Tewdrig (c. 550 - 584) e che  creò legami con le altre casate reali gallesi attraverso alleanze matrimoniali. Si ritiene che la sua fosse a Dinas Powis, nel sud di Cardiff.